# Chanoch Nissany

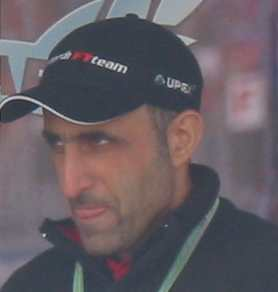
Chanoch Nissany 2005 beim Großen Preis von Australien

Chanoch Nissany (* 29. Juli 1963 in Tel Aviv) ist ein israelischer Automobilrennfahrer. Er war der erste israelische Formel-1-Pilot und der erste jüdische seit Jody Scheckter.
Nissany wurde in Israel geboren, lebt aber seit langem in Budapest in Ungarn. Er ist ein Quereinsteiger in den Rennsport. Ursprünglich ein erfolgreicher Geschäftsmann, begann er erst im Alter von 38 Jahren in seiner Freizeit mit dem Rennfahren. Sein Debüt feierte er in der Formel 2000, in der ungarischen Meisterschaft. Nach einem Zwischenspiel in der Formel 3000 schaffte er den Sprung als Testfahrer in die Formel 1.
Nissany war 2005 offizieller Testfahrer beim Formel-1-Team von Minardi. Beim Ungarn-Grand-Prix 2005 kam er als Freitagstestfahrer zum Einsatz.
2006 war er bei verschiedenen Events im Minardi F1X2 im Einsatz.
Sein Sohn ist der Rennfahrer Roy Nissany.